# Swanky Tunes
Swanky Tunes – rosyjska grupa muzyczna, w której skład wchodzi 3 DJ-ów i producentów muzycznych: Dmitrij Burykin, Stanisław Zajcew oraz Wadim Szpak.
Grupa powstała w 1998 roku, eksperymentując z muzyką elektroniczną. Na początku tworzyli techno na syntezatorach. Zainspirowani muzyką techno oraz electro z lat 80. rozpoczęli przygodę z szeroko pojętą muzyką house, pierwszy singiel wydali jednak dopiero 8 lat po powstaniu zespołu – w roku 2006. Przełom nastąpił w 2010 roku, kiedy rosyjskie trio zostało dostrzeżone przez największe nazwiska muzyki klubowej. Kolejne single wydawane były już na największych wytwórniach, którymi przewodzili m.in. Sebastian Ingrosso, Afrojack, Steve Angello, a także największej holenderskiej wytwórni – Spinnin Records. Swanky Tunes mają na koncie sety na takich festiwalach, jak Tomorrowland czy Ultra Music Festival, a także produkcje razem z takimi artystami, jak Tiësto, Kaskade czy R3hab. Swanky Tunes stale współpracują z inną rosyjską grupą, duetem Hard Rock Sofa, z którymi wyprodukowali wiele singli.

## Dyskografia

### Single
- 2006: „The Game”
- 2006: „Life Focus”
- 2006: „Streamline”
- 2006: „No More Fear”
- 2007: „Ever You”
- 2007: „Tomorrow”
- 2007: „I Am Love”
- 2009: „All About Us”
- 2009: „Get Up and Shout”
- 2009: „Harmony of Life”
- 2009: „Equilibrium”
- 2010: „Rhea (with Hard Rock Sofa)”
- 2010: „Across the Light”
- 2011: „XOXO”
- 2011: „Their Law”
- 2011: „Oh Yeah”
- 2011: „Skyquake”
- 2011: „Smolengrad (with Hard Rock Sofa)”
- 2011: „I Wanna Be Your Dog (with Hard Rock Sofa)”
- 2011: „Avalon”
- 2011: „Together (with Mr. V.I.)”
- 2011: „Feedback (with Hard Rock Sofa)”
- 2011: „Steam Gun (with Hard Rock Sofa)”
- 2011: „Sending My Love (with R3hab feat. Max’C)”
- 2011: „Thank You (with Hard Rock Sofa)”
- 2012: „The Legend (with Matisse & Sadko)”
- 2012: „Apogee (with Hard Rock Sofa)”
- 2012: „Make Some Noise (with Tiesto feat. Ben McInerey)”
- 2012: „The Edge (with Hard Rock Sofa)”
- 2012: „Bloody Rush”
- 2012: „Chemistry (with Hard Rock Sofa and Matisse & Sadko)”
- 2012: „No One Knows Who We Are (with Kaskade feat. Lights)”
- 2013: „You Are Like Nobody Else (with Peking Duk feat. James McNally)”
- 2013: „We Know (with EITRO feat. DVBBS)”
- 2013: „Stop in My Mind (with Hard Rock Sofa)”
- 2013: „Scratch”
- 2013: „Jump, Shout, Make It Loud”
- 2014: „Full House”
- 2014: „Pump”
- 2014: „Get Down (with Vigel)”
- 2014: „Fire In Our Hearts (feat. C. Todd Nielsen)”
- 2015: „Wherever U Go (feat. Pete Wilde)”

### Remiksy
- 2010: Groovenatics vs Daft Punk „Aerodynamic Love (Swanky Tunes & Hard Rock Sofa Bootleg)”
- 2010: Laidback Luke feat. Jonathan Mendelsohn „Timebomb (Swanky Tunes Remix)”
- 2011: Tom Geiss & Mark Simmons feat. Polina „Dream On (Swanky Tunes Remix)”
- 2011: Jus Jack „Clap Your Hands (Swanky Tunes Remix)”
- 2011: Robbie Rivera feat. Ana Criado „The Sound Of The Times (Swanky Tunes Remix)”
- 2011: Chris Montana & Chris Bekker „Tribiza (Swanky Tunes Remix)”
- 2011: Yves Larock & The Cruzaders „If You´re Lonely (Swanky Tunes Remix)”
- 2011: Dada Life „Happy Violence (Swanky Tunes Remix)”
- 2011: Tiesto „Maximal Crazy (R3hab & Swanky Tunes Remix)”
- 2011: Kaskade feat. Mindy Gledhill „Eyes (Swanky Tunes Remix)”
- 2011: Sebastian Ingrosso & Alesso feat. Ryan Tedder „Lose My Mind (R3hab & Swanky Tunes Remix)”
- 2012: Doman & Gooding „Hit Me With The Lights (Swanky Tunes Remix)”
- 2012: Tonite Only „Go (Swanky Tunes Remix)”
- 2012: Calvin Harris feat. Ne-Yo „Let’s Go (Swanky Tunes & Hard Rock Sofa Remix)”
- 2012: The Matchbox Twenty „Put Your Hands Up (Swanky Tunes Remix)”
- 2013: Zedd feat. Foxes – Clarity (Swanky Tunes Remix)”
- 2014: Steve Forest – Tatanka (Swanky Tunes Edit)”